# Château de Hohenfels
Le château de Hohenfels est un ancien château fort, de la fin du XIIIe siècle, de nos jours ruiné, dont les vestiges se dressent au lieu-dit Hohenfels, sur la commune française de Dambach, dans le département du Bas-Rhin, en région Grand Est.
La totalité du château (vestiges et éléments troglodytiques) fait l’objet d’une inscription au titre des monuments historiques depuis le 30 décembre 1985.

## Historique
Le château est édifié à la fin du XIIIe siècle et cité pour la première fois vers 1293. Il est détruit une première fois par les troupes de Strasbourg et de Haguenau en 1423 puis une seconde fois pendant la guerre des Paysans en 1525. Ce château semi-troglodytique est construit sur un entablement de grès séparé de la crête par un fossé sec taillé dans la masse rocheuse. Le château était constitué de six niveaux et permettait de surveiller les voies d'accès vers la Lorraine. Il a sans doute été remanié au XVe siècle.

## Description
- Les vestiges de l'ancien mur fermant la basse-cour.
- Le mur bouclier en pierres à bossage à liseré large.
- La citerne creusée dans le grès et son système d'arrivée d'eau.
- Il ne subsiste de la basse-cour que des fragments de murs et une citerne.
- La plate-forme ouest a conservé quelques vestiges ainsi qu'une salle creusée dans le rocher.
- Le logis seigneurial, au sommet du rocher est, a conservé son mur nord en pierres de taille à bossage sur trois niveaux.

C'est le premier château d'Alsace qui a fait l'objet de fouilles archéologiques entreprises de façon scientifique. Des fragments d'une couleuvrine ainsi que des balles, découvertes lors des fouilles sont aujourd'hui déposés à la Maison de l'archéologie de Niederbronn-les-Bains.

## Accès
Dans le village de Dambach, se diriger vers Neunhoffen et prendre le sentier du Club vosgien balisé d'une croix jaune.